# Bernardo Gortaire Morejón
Bernardo Gortaire Morejón es un politólogo especializado en Relaciones Internacionales y autor de varios libros y estudios en los ámbitos de la integración regional y la geopolítica global, destacando su aproximación constructivista y una propuesta de análisis desde el mundo en desarrollo, principalmente de América Latina, frente a los procesos de gran impacto internacional como la invasión rusa de Ucrania o la competencia hegemónica entre China y Estados Unidos.

## Biografía
En el año 2016 obtuvo la licenciatura en Ciencias Políticas y Relaciones Internacionales de la Universidad de Las Américas. En el año 2019 obtuvo una doble titulación como Máster en Ciencias en Política Pública y Desarrollo Humano por la Universidad de Maastricht y la Universidad de Naciones Unidas especializándose en Integración Regional y Gobernanza Multinivel.
Ha trabajado de cerca con el ámbito académico llegando a ser editor de la Revista de Investigación: Ciencias Políticas y Relaciones Internacionales entre 2017 y 2018.
En 2020 fundó la organización de la sociedad civil QUID Ecuador, dedicada a la lucha contra la pobreza y la desigualdad. Durante la pandemia de COVID-19 levantó el proyecto #JuntosContraelCovid19, una iniciativa que recibió el reconocimiento de Naciones Unidas como una de las iniciativas sostenibles del año 2020. De la misma manera, desde su trabajo en QUID, levantó algunos estudios que retrataban la realidad de la sociedad civil ecuatoriana.
En 2022 comenzó a colaborar con el Centro de Estudios y Pensamiento Estratégico de la Universidad de las Fuerzas Armadas de Ecuador. Desde este espacio participó en la publicación de distintos informes estratégicos, brindó asesoría para el Comando Conjunto de las Fuerzas Armadas y el Ministerio de Defensa del Ecuador. 

## Propuesta teórica
Bernardo Gortaire ha realizado varias publicaciones donde destaca la aproximación dentro del constructivismo para entender a los procesos de integración regional. Dentro de su propuesta se plantea que los procesos de integración regional entre Estados deben tomar en consideración el factor de la identidad como una variable determinante en el éxito de las organizaciones regionales. También ha promovido la integración latinoamericana como una necesidad estratégica para los Estados de la región.
De la misma manera, en su trabajo sobre seguridad internacional, apunta a destacar la importancia de comprender los fenómenos internacionales en su integralidad. Gortaire plantea que las crisis de seguridad se perpetúan como consecuencia de lo que denomina la paradoja de la (in)seguridad, en la que los actores políticos, militares y policiales, en un intento de preservar la seguridad terminan amplificando las amenazas e impidiendo el alcance de soluciones. Bajo esta línea de análisis publicó libros relacionados al escenario estratégico para el Ecuador, la competencia hegemónica entre China y Estados Unidos, así como el impacto de la invasión rusa de Ucrania.
Gortaire también ha realizado estudios en los ámbitos de la inteligencia estratégica, el tercer sector ecuatoriano, y el desarrollo.

## Obras publicadas
- Autor del libro "América Latina, la región que se niega a ser",[8] publicado en 2024 como parte de las obras del Centro de Estudios y Pensamiento Estratégico.
- Autor del libro "La guerra nunca se fue: Cómo el conflicto ruso-ucraniano revivió la historia",[9] publicado en 2024 como parte de las obras del Centro de Estudios y Pensamiento Estratégico.
- Autor del libro "Dragón ascendente Aguila Desafiante: Desentrañando la competencia hegemónica entre China y Estados Unidos",[10] publicado en 2023 como parte de las obras del Centro de Estudios y Pensamiento Estratégico.
- Coautor del libro "Inteligencia estratégica del futuro: Pensamiento crítico e interconectado en un mundo globlal"[11] publicado en 2022 por la Universidad de Alcalá.
- Coordinador y coautor del libro "Ecuador hacia el 2025: Escenarios, conflictos y oportunidades",[12] publicado en 2023, en conjunto con varios autores ecuatorianos y españoles, entre los que figuran la internacionalista Gilda Guerrero Salgado, como parte de las obras del Centro de Estudios y Pensamiento Estratégico.
- Coautor del libro "El camino a la integración de la identidad: una aproximación suramericana",[13] publicado en 2020 junto al excanciller ecuatoriano Mauricio Montalvo Samaniego, como parte de las obras de la Universidad de las Américas (Ecuador).